# Sisyphusarbeiten (Film)
Sisyphusarbeiten (Originaltitel Syzyfowe prace, engl. The Labors of Sisyphus) ist ein polnischer Historienfilm aus dem Jahr 2000 von Paweł Komorowski, der auf dem gleichnamigen Roman von Stefan Żeromski basiert. Der Titel des Romans bezieht sich auf Sisyphos, eine Gestalt der Griechischen Mythologie, und porträtiert die Versuche der russischen Behörden, polnische Schüler zu indoktrinieren, dass ihre scheinbar erfolgreichen Proteste gegen die Russifizierung zum Scheitern verurteilt wären.
Der Film ist eine Co-Produktion des Telewizja Polska, ITI Cinema, Wytwórnia Filmowa Lunartis, Wytwórnia Filmów Dokumentalnych i Fabularnych und dem Łódzkie Centrum Filmowe.

## Handlung
Kongresspolen im Sommer 1884. Marcin Borowicz, das einzige Kind von Helena und Walenty Borowicz, einer verarmten polnischen Adelsfamilie, hat nach anfänglichen Schwierigkeiten mit der Russischen Sprache trotz des schmerzhaften Verlustes seiner Mutter endlich die Aufnahmeprüfung für die Eingangsklasse am Staatlichen Knabengymnasium in Kielce bestanden und reitet zusammen mit Józef, dem Diener seines Vaters, nun zur Schule. Seinen neuen Schulkameraden Andrzej Radek ebenfalls auf dem Weg zum Gymnasium, verfehlt er unterwegs. In Kielce angekommen, bezieht er ein Zimmer in der Pension U starej Przepiórczycy (bei der alten Wachtel). Hier trifft er auf die Tochter eines patriotischen polnischen Arztes, die junge Pensionatsschülerin Anna „Biruta“ Stogowska, und verliebt sich in sie. Doch mit ihr gesehen zu werden ist gefährlich, da sie und ihre Familie von den Russen bespitzelt wird. Am Gymnasium entdeckt Marcin bald die perfide Seite der praktizierten Russifizierung und kann sich den Protesten seiner Mitschüler gegen diese Erziehung nicht entziehen. Er sehnt sich nach Hause zurück.
Schließlich wird der Unterricht in Polnisch bei Herrn Sztetter (von den Russen seinerzeit als „Lakai“ diffamiert) zu seinen wichtigsten und wegweisendsten Erfahrungen während seiner Zeit am Kielcer Gymnasium, als Bernard Zygier, ein Klassenkamerad, eines Tages überraschend das bedeutende Gedicht Reduta Ordona von Adam Mickiewicz vorträgt. Dieser Augenblick weckt in Marcin wieder den Patrioten. Zusammen mit Schulkameraden liest Marcin nun bei Gontali verbotene Werke polnischer Schriftsteller und beobachtet Anna „Biruta“ Stogowska, lächelt ihr zu, läuft ihr nach, traut sich aber noch nicht, sie anzusprechen. Als er nach Erhalt des Gymnasialschulabschlusses mit einem Blumenstrauß doch endlich auf sie zugehen will, trifft ihn die Nachricht schwer, dass „Biruta“ mit ihrer Familie wegen ihres Einsatzes für die polnische Sache tief ins russische Reich deportiert wurde.

## Kritik
Der Film wurde in mehreren Kategorien für polnische Filmpreise nominiert. Paweł Komorowski konzentrierte sich bei seiner Verfilmung des Żeromski-Romans auf die letzten drei Lehrjahre Borowiczs am Kielcer Gymnasium, die im Roman die bedeutendsten für die Handlung insgesamt sind.